# Mount Meru
Mount Meru i Tanzania är en semiaktiv stratovulkan i den östra gravsänkan av Östafrikanska gravsänkesystemet (Rift Valley), 70 kilometer väster om Kilimanjaro. Den är det topografiska centret i Arusha nationalpark och når en höjd av 4 565 meter , vilket gör det till Afrikas fjärde högsta bergsmassiv . Vulkanen hade sitt senaste utbrott 1910 . Staden Arusha ligger vid bergets fot.
Det är oklart när Mount Meru bestegs för första gången, troligen var det 1901 av Carl Uhlig eller 1904 av Fritz Jäger .
Bergets bördiga sluttningar reser sig över den omgivande savannen och består av en skog med ett rikt djurliv bestående av nästan 400 fågelarter samt apor och leoparder.